# Вілмердінг (Пенсільванія)
Вілмердінг (англ. Wilmerding) — місто (англ. borough) в США, в окрузі Аллегені штату Пенсільванія. Населення — 1781 особа (2020).

## Географія
Вілмердінг розташований за координатами 40°23′39″ пн. ш. 79°48′36″ зх. д. / 40.39417° пн. ш. 79.81000° зх. д. (40.394163, -79.810026).  За даними Бюро перепису населення США в 2010 році місто мало площу 1,11 км², уся площа — суходіл.

## Демографія
Згідно з переписом 2010 року, у селищі мешкало 2190 осіб у 1018 домогосподарствах у складі 484 родин. Густота населення становила 1976 осіб/км².  Було 1189 помешкань (1073/км²).
Расовий склад населення:
| - 75,2 % — білих - 18,0 % — чорних або афроамериканців - 0,5 % — корінних американців - 0,3 % — азіатів |

До двох чи більше рас належало 5,0 %. Частка іспаномовних становила 2,3 % від усіх жителів.
За віковим діапазоном населення розподілялося таким чином: 25,5 % — особи молодші 18 років, 58,8 % — особи у віці 18—64 років, 15,7 % — особи у віці 65 років та старші. Медіана віку мешканця становила 36,9 року. На 100 осіб жіночої статі у селищі припадало 81,3 чоловіків;  на 100 жінок у віці від 18 років та старших — 76,1 чоловіків також старших 18 років.
Середній дохід на одне домашнє господарство  становив 30 057 доларів США (медіана — 23 971), а середній дохід на одну сім'ю — 36 414 долари (медіана — 31 767). Медіана доходів становила 24 732 долари для чоловіків та 29 423 долари для жінок. За межею бідності перебувало 32,3 % осіб, у тому числі 53,9 % дітей у віці до 18 років та 20,3 % осіб у віці 65 років та старших.
Цивільне працевлаштоване населення становило 545 осіб. Основні галузі зайнятості: освіта, охорона здоров'я та соціальна допомога — 24,2 %, мистецтво, розваги та відпочинок — 23,1 %, роздрібна торгівля — 13,4 %, виробництво — 9,5 %.